# Waschhaus (Flagy)
Koordinaten: 48° 18′ 46,5″ N, 2° 55′ 24″ O

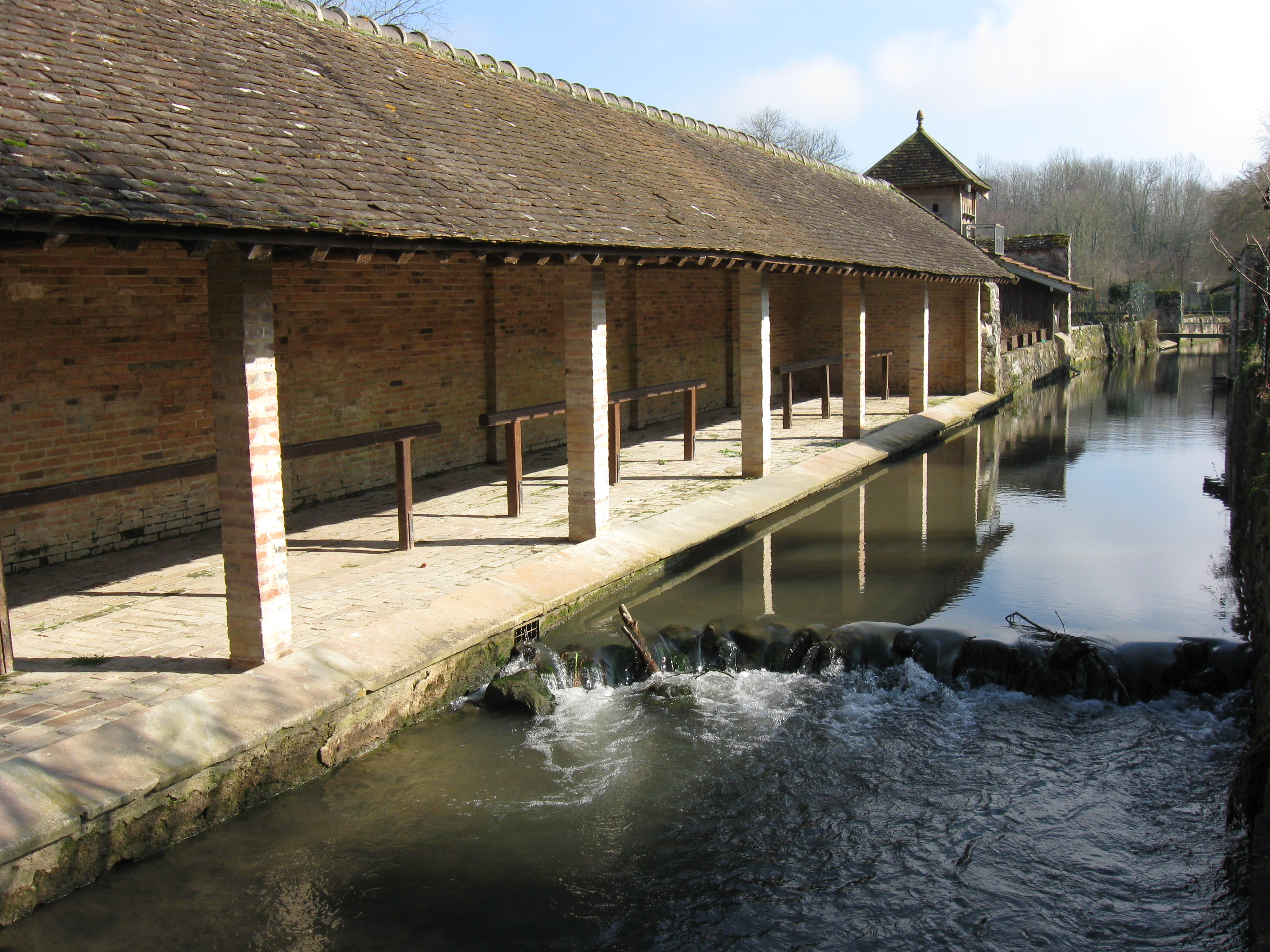
Waschhaus in Flagy

Das Waschhaus (französisch lavoir) in Flagy, einer französischen Gemeinde im Département Seine-et-Marne in der Region Île-de-France, wurde um 1850/60 errichtet.
Das Waschhaus am Ende der Rue Maigrette liegt am Fluss Orvanne. Das langgezogene Gebäude aus Ziegelmauerwerk war für 15 bis 18 Wäscherinnen vorgesehen, die von einem Pultdach geschützt wurden.